# Dendrobatidae
Dendrobatidae Cope, 1865 è una famiglia di anfibi dell'ordine degli Anuri.
I membri di questa famiglia sono particolarmente noti per la loro particolare capacità di produrre potenti tossine a livello cutaneo, tanto da essere anche conosciute come le rane da veleno per le frecce.
Diffuse nel Centro e Sud America, alcune di queste sono a serio rischio di estinzione a causa della distruzione dell'habitat.

## Tassonomia

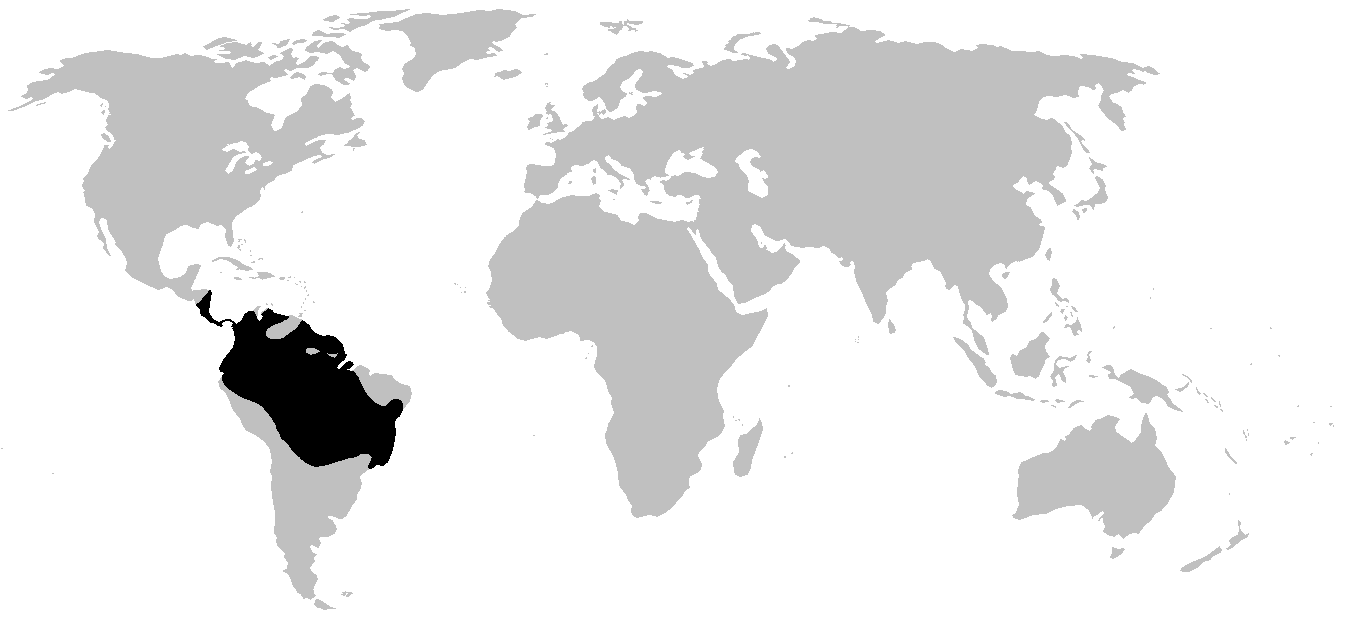
Areale

Comprende 202 specie raggruppate in 16 generi e 3 sottofamiglie:
- Sottofamiglia Colostethinae Cope, 1867 (67 sp.)
  - Ameerega Bauer, 1986 (29 sp.)
  - Colostethus Cope, 1866 (15 sp.)
  - Epipedobates Myers, 1987 (8 sp.)
  - Leucostethus Grant, Rada, Anganoy-Criollo, Batista, Dias, Jeckel, Machado, and Rueda-Almonacid, 2017, (7 sp.)
  - Silverstoneia Grant, Frost, Caldwell, Gagliardo, Haddad, Kok, Means, Noonan, Schargel, and Wheeler, 2006 (8 sp.)
- Sottofamiglia DendrobatinaeCope, 1867 (61 sp.)
  - "Colostethus" ruthveni Kaplan, 1997
  - Adelphobates Grant, Frost, Caldwell, Gagliardo, Haddad, Kok, Means, Noonan, Schargel, and Wheeler, 2006 (3 sp.)
  - Andinobates Twomey, Brown, Amézquita, and Mejía-Vargas, 2011 (15 sp.)
  - Dendrobates Wagler, 1830 (5 sp.)
  - Excidobates Twomey and Brown, 2008 (3 sp.)
  - Minyobates Myers, 1987 (1 sp.)
  - Oophaga Bauer, 1994 (12 sp.)
  - Phyllobates Duméril and Bibron, 1841 (5 sp.)
  - Ranitomeya Bauer, 1986 (16 sp.)
- Sottofamiglia Hyloxalinae Grant, Frost, Caldwell, Gagliardo, Haddad, Kok, Means, Noonan, Schargel, and Wheeler, 2006 (73 sp.)
  - Ectopoglossus Grant, Rada, Anganoy-Criollo, Batista, Dias, Jeckel, Machado, and Rueda-Almonacid, 2017 (7 sp.)
  - Hyloxalus Jiménez de la Espada, 1870 (63 sp.)
  - Paruwrobates Bauer, 1994 (3 sp.)

Incertae sedis:
- "Colostethus" poecilonotus Rivero, 1991